# Plektrum Melodisten
De Plektrum Melodisten is een gitaar- en mandolineorkest in het Zuid-Hollandse Hardinxveld-Giessendam. Het orkest speelt op muziekfestivals in binnen- en buitenland,  organiseert concerten, concours en musicals,  en treedt op in kerken en verzorgingstehuizen. Het orkest speelt hoofdzakelijk eigen bewerkingen van bestaande muziekstukken, en is aangesloten bij het Nederlands Verbond van Mandoline Orkesten.

## Geschiedenis

### Oprichting
Het orkest werd opgericht op 18 september 1958 door muziekdocente Mien de Rover-de Vos, die de rol van dirigente en voorzitter op zich nam. 
Leden van het orkest zijn hoofdzakelijk leerlingen en oud-leerlingen van Muziekschool De Rover, en het orkest kent leden van uiteenlopende leeftijden. In een aflevering van het EO-programma Jong Geleerd in 1989 werden vier jonge leden van het orkest gevolgd. 

### Uitvoeringen
Jubilea van het orkest worden steevast extra opgeluisterd. Zo werd voor het 20-jarige jubileum in 1978 Slot Loevestein benaderd, om daar een concert te mogen geven - iets wat in die tijd op het slot niet gebruikelijk was - en werd er een LP opgenomen.  Het 50-jarige jubileum in 2008 werd gevierd met concerten in verzorgingstehuizen, een landelijk concoursfestival en een concertreis naar de Oostenrijkse plaatsen Wenen en Salzburg. Ook stond er wederom een concert op Slot Loevestein en een reünie op het programma. Verder werd er dat jaar medewerking verleend aan een expositie in het streekmuseum De Koperen Knop.  Memorabilia waren te bezichtigen in een speciale overzichtstentoonstelling. 
In 1995 werd op initiatief van de Plektrum Melodisten in sporthal "De Wielewaal" het herdenkingstoneelstuk "De Grote Verdrukking" opgevoerd, ter gelegenheid van 50 jaar bevrijding. Vele verenigingen en organisaties uit het dorp verleenden hun medewerking. In datzelfde decennium werden drie leden van het orkest geridderd; oprichtster en dirigente Mien de Rover kreeg in 1991 de zilveren eremedaille uit handen van burgemeester Van Wouwe,  in 1998 kregen ook bestuursleden Nel Loeve-van der Meijden en Henny den Dikken-de Rooy een lintje, deze keer handen van burgemeester Noordergraaf. 

### Nieuwe dirigent
Dirigente Mien de Rover-de Vos droeg in 2010 het dirigeerstokje over aan haar dochter Daniëlle. Bij deze gelegenheid ontving zij de gemeentelijke erepenning van Hardinxveld-Giessendam voor "het bijna zestig jaar leveren van een zeer belangrijke bijdrage aan de culturele en muzikale ontwikkeling van vele inwoners in de gemeente Hardinxveld-Giessendam". Ze was daarmee de derde die de in 1997 ingestelde onderscheiding  in ontvangst mocht nemen.

## Albums (selectie)
- Plektrum Melodisten, m.m.v. Te Deum Laudamus o.l.v. Frans van Tilburg. 1 juli 1989. The Holy City [CD]. Sliedrecht: Jubal Records B.V. [16]
- Plektrum Melodisten, m.m.v. de Oosterhoutse Nachtegalen en het Drechtsteden Harpensemble. 30 januari 1996. Memorie [CD]. [17]
- Plektrum Melodisten, m.m.v. NOS DOS Steeldrums en Bèr Schellings. 28 april 1997. Somewhere [CD]. Sliedrecht: Jubal Records B.V. [18]
- Plektrum Melodisten, m.m.v. de Oosterhoutse Nachtegalen. Noël [CD]. Hoevelaken: STH Geluidsprodukties [19]